# Nougaroulet
Nougaroulet är en kommun i departementet Gers i regionen Occitanien i sydvästra Frankrike. Kommunen ligger i kantonen Auch-Nord-Est som tillhör arrondissementet Auch. År 2022 hade Nougaroulet 385 invånare.

## Befolkningsutveckling
Antalet invånare i kommunen Nougaroulet
Referens:INSEE